# Kevin McCarthy (beisebolista)
Kevin Edward McCarthy (Nova York, 22 de fevereiro de 1992) é um arremessador profissional de basebol americano do clube Cleburne Railroaders da Associação Americana Profissional de Basebol. Ele jogou na Major League Baseball (MLB) pelo Kansas City Royals. Listado com 1,91m de altura e pesando 95 kg, arremessa e rebate com a mão direita.

## Primeiros anos
McCarthy estudou na Kellenberg Memorial High School em Uniondale, Nova York, e jogou basebol universitário no Marist College. Foi convocado pelo Kansas City Royals na 16.ª rodada do draft de 2013 da Major League Baseball.

## Carreira profissional
McCarthy assinou com o Royals e passou 2013 com o Burlington Royals, onde foi 4–2 com uma média de corrida ganha (ERA) de 3,40 em 42+1⁄3 entradas lançadas. Arremessou em apenas dois jogos em 2014 devido a uma lesão. Em 2015, jogou pelo Lexington Legends, Wilmington Blue Rocks e Northwest Arkansas Naturals, onde postou um recorde de 5–4 e 2,74 ERA em 33 aparições. Em 2016, arremessou com Northwest Arkansas e Omaha Storm Chasers, onde compilou um recorde de 5–6, 3,04 ERA e 1,15 WHIP em 47 aparições fora do bullpen.

### Kansas City Royals
McCarthy foi convocado para as ligas principais pela primeira vez em 6 de setembro de 2016. Fez sua estreia na liga principal em 9 de setembro, aparecendo na oitava entrada durante a derrota do Royals por 7–2 para o Chicago White Sox; aposentou o único rebatedor que enfrentou. Realizou um total de 10 aparições com o Royals de 2016, acumulando um ERA de 6,48 com um recorde de 1–0 e 7 eliminações em 8+1⁄3 de entradas lançadas.
Em 2017, McCarthy dividiu o tempo entre os menores e o bullpen do Royals. Em 33 jogos para o Royals, postou novamente um recorde de 1–0, registrando 27 eliminações em 45 entradas com um ERA de 3,20. Em 2018, McCarthy apareceu em 65 jogos, todos em relevo; arremessou para um ERA de 3,25 e um recorde de 5–4, com 46 eliminações em 72 entradas lançadas. McCarthy fez parte da lista do Dia de Abertura do Royals em 2019. Para a temporada, compilou um recorde de 4–2 e ERA de 4,48 em 56 jogos e 38 eliminações em 60+1⁄3 entradas lançadas. Com o 2020 Royals, McCarthy apareceu em cinco jogos sem registrar nenhuma decisão com um ERA de 4,50 e duas eliminações em seis entradas lançadas. Em 30 de outubro de 2020, McCarthy foi eliminado da lista do Royals; tornou-se um agente livre em vez de aceitar uma atribuição Triplo-A. No geral, em partes de cinco temporadas com Kansas City, apareceu em 169 jogos (todos com alívio), enquanto rebateu 120 rebatedores em 191+2⁄3 de entradas lançadas com um recorde de 11–6 e um ERA de 3,80.